# ラヴ・イン・ザ・ミドル・オブ・ア・ファイアーファイト
「ラヴ・イン・ザ・ミドル・オブ・ア・ファイアーファイト」（Love in the Middle of a Firefight）は、アメリカ合衆国の音楽プロデューサーでDJのディロン・フランシスの楽曲。ゲスト・ボーカルにシンガーソングライターでパニック!アット・ザ・ディスコのフロントマンであるブレンドン・ユーリーが迎えられた。2014年10月16日にメジャー・デビュー・アルバム『マネー・サックス・フレンズ・ルール』（同月27日発売）からシングル・カットされた。音楽雑誌『ビルボード』のDance/Electronic Songsで最高位45位を記録した。

## 背景
2014年3月、ディロン・フランシスの公式Twitter上でパニック!アット・ザ・ディスコのブレンドン・ユーリーとともに楽曲制作に取り組んでいることが示唆される。同年10月16日、アルバム『マネー・サックス・フレンズ・ルール』の発売前では最後となるシングルとして「ラヴ・イン・ザ・ミドル・オブ・ア・ファイアーファイト」が発売された。
シングルの発売に際して、フランシスは「この曲はパニック!アット・ザ・ディスコのブレンドン・ユーリーと一緒にやるという夢を叶えてくれた。確実にアルバムにおけるお気に入りの曲の1つだし、ついに世界中のみんなと共有できることをとても嬉しく思うよ!!!この曲がアルバム全体を多様なものと示してくれると期待してるよ！」とコメントした。
本作の発売から4年後の2018年、パニック!アット・ザ・ディスコの6作目のスタジオ・アルバム『プレイ・フォー・ザ・ウィキッド』が発売され、フランシスは同作の収録曲「ヘイ・ルック・マ、アイ・メイド・イット」の作詞作曲とプロデュースを手がけた。

## 評価
オンラインマガジン『ヴァリエンス』は、本作を「非常に魅力的なダンス・ポップの合作」と評した。オンラインマガジン『フィメール・ファースト』のダニエル・ファルコナーは、「パニック!アット・ザ・ディスコのブレンドン・ユーリーがディロン・フランシスの新曲『ラヴ・イン・ザ・ミドル・オブ・ア・ファイアーファイト』にボーカルを加えた。その結果はとても素晴らしいものだ」と評した。

## クレジット
※出典
- ディロン・フランシス – 演奏、作曲、プロデューサー
- ブレンドン・ユーリー – ボーカル、作詞
- マシュー・ジョンプ＝レピーヌ（英語版） – 作曲、プロデュース[注 1]
- ジョシュア・コールマン（英語版） – 作曲、プロデュース[注 2]
- クリス・ロード＝アルジ（英語版） – ミキシング
- デイヴ・カッチ（英語版） – マスタリング

## チャート成績
| チャート (2014年)                         | 最高位 |
| ----------------------------------------- | ------ |
| US Hot Dance/Electronic Songs (Billboard) | 45     |